# Seweryn Bialer
Seweryn Bialer (* 3. November 1926 in Berlin; † 8. Februar 2019 in New York City) war ein polnisch-amerikanischer Politikwissenschaftler und Professor für Politikwissenschaften an der Columbia University in New York City.

## Leben
Im Zweiten Weltkrieg kam der aus einer jüdischen Familie stammende Bialer 1942 zum kommunistischen polnischen Widerstand in Lodz. Von 1944 bis zur Befreiung war er im KZ Auschwitz-Birkenau. Nach Ende des Krieges stieg er rasch als Dozent für marxistische Ideologie im kommunistisch kontrollierten Sicherheitsapparat auf. Zunächst leitete er im pommerschen Słupsk die Politische Abteilung des Schulungszentrums der Bürgermiliz, wie die Polizei in der Volksrepublik Polen hieß. Anschließend trat er an die Spitze der Politischen Abteilung der zentralen Polizeibehörde in Warschau. 1951 übernahm er einen leitenden Posten in der Abteilung für Propaganda des Zentralkomitees der Polnischen Vereinigten Arbeiterpartei (PVAP); gerade 27 Jahre alt wurde er Professor am stalinistisch ausgerichteten Institut für Gesellschaftswissenschaften des Zentralkomitees, dessen Mitglied er auch wurde. Er verfasste zahlreiche Kommentare für das Parteiorgan Trybuna Ludu sowie Instruktionen für kommunistische Propaganda.
Nach eigenen Angaben von der Wirklichkeit des Parteisystems desillusioniert, setzte sich Bialer im Januar 1956 nach West-Berlin ab und meldete sich bei den US-Besatzungsbehörden. Die Amerikaner brachten ihn unverzüglich nach Washington. Dort berichtete er den US-Geheimdiensten von seinen Kenntnissen um die Machtkämpfe in Moskau nach dem Tod Stalins 1953.
Auch gab er dem Sender Radio Free Europe/Radio Liberty unter dem Titel „Ich habe die Wahrheit gewählt“ eine Serie langer Interviews, in denen er das stalinistische System scharf verurteilte und über seine Erfahrungen im Propagandaapparat der PVAP berichtete. Er wurde vom Unterausschuss des US-Kongresses eingeladen, der die Unterwanderung der Behörden durch Kommunisten untersuchte (Subcomittee to Investigate the Administration of the Internal Security Act and Other Security Laws). Bei seinem Auftritt vor dem Unterausschuss dolmetschte der Exilpole Jan Karski, der 1942 mit seinem Augenzeugenbericht über den Holocaust nur auf geringes Interesse bei Präsident Franklin D. Roosevelt gestoßen war. Bialer berichtete, dass auch in der PVAP die Auffassung vorgeherrscht habe, die Sowjets seien die Mörder von Katyn.
Nach seinem Umzug nach New York promovierte er an der Columbia University in Politischen Wissenschaften. Er wurde vom früheren US-Botschafter W. Averell Harriman gefördert, der einer der Architekten der Eindämmungspolitik Washingtons gegenüber der Sowjetunion war. In den folgenden Jahren befasste sich Bialer mit Analysen des sowjetischen Systems und veröffentlichte mehrere Bücher zu diesem Thema. An der Columbia University übernahm er den Lehrstuhl für Politikwissenschaft der Robert-und-Renee-Belfer-Stiftung.

## Ehrungen und Auszeichnungen
- 1983: MacArthur Fellowship
- 1984: Fellowship der American Academy of Arts and Sciences, Cambridge, Massachusetts

## Veröffentlichungen (Auswahl)
- 1969: als Herausgeber: Stalin and His Generals: Soviet Military Memoirs of World War II, (1980) Cambridge University Press, Cambridge. ISBN 0-521-23518-9.
- 1981: als Herausgeber: The Domestic Context of Soviet Foreign Policy. Westview Press, Boulder, Colorado. ISBN 0-89158-783-7.
- 1982: Stalins's Successors: Leadership, Stability and Change in the Soviet Union.
- 1983: The U.S.S.R. after Brezhnev. Foreign Policy Association, New York City, USA, ISBN 0-87124-086-6.
- 1984: als Herausgeber: Politics, Society, and Nationality Inside Gorbachev's Russia. Westview Press, Boulder, Colorado, USA, ISBN 0-8133-0753-8.
- 1987: Soviet Paradox: External Expansion, Internal Decline. Knopf, New York City. ISBN 0-394-75288-0.
  - deutsch: Der hohle Riese: Die Sowjetunion zwischen Anspruch und Wirklichkeit, aus dem Englischen von Hermann Kesterer. Econ Verlag, Düsseldorf/Wien. ISBN 3-430-11309-1.
- 1988: zusammen mit Michael Mandelbaum: Gorbachev's Russia and American Foreign Policy. Westview Press, Boulder. Colorado, USA. ISBN 0-8133-0751-1.

Essay
- 1995: Domestic and International Factors in the Formation of Gorbachev's Reforms in: Alexander Dallin/Gail. W. Lapidus (eds.): The Soviet System. From Crisis to Collapse. 2nd revised edition. Westview Press, Boulder/San Francisco/Oxford. ISBN 0-8133-1876-9.